# Rimma Bobritskaïa
Rimma Bobritskaïa, née en 1937, est une pianiste russe.
Prodige, elle a commencé à étudier le piano avec sa mère. à huit ans, elle joua avec un orchestre le Premier concerto de Beethoven. Elle entra à l'École Musicale à treize ans, et enfin au Conservatoire de Moscou à dix-huit, où elle fut l'élève de Heinrich Neuhaus. Elle en sortit en 1964, et débuta une carrière de pianiste virtuose, mais seulement dans l'URSS. Son répertoire, très large, s'étend de Bach aux compositeurs contemporains russes.